# ولادیمیر میخالک
ولادیمیر میخالک (چکی: Vladimír Michálek؛ زادهٔ ۲ نوامبر ۱۹۵۶) مستندساز، کارگردان فیلم و فیلم‌نامه‌نویس اهل جمهوری چک است.
او در فیلم تیرانداز دستیار کارگردان بود.